# シッスル勲章
シッスル勲章（シッスルくんしょう、Order of the Thistle）は、スコットランドの最高勲章。正式のタイトルは「最も古く高貴なシッスル勲章」（”The Most Ancient and Noble Order of the Thistle”）。
グレートブリテン及び北アイルランド連合王国に於いては、イングランドのガーター勲章に次ぐ2番目に高位の騎士団勲章 (order) である。ヨーロッパの騎士団勲章は中世の騎士団に由来、あるいはその制度に倣った栄典で、騎士団（勲爵士団）へ入団することが栄誉であり、記章はその団員証として授与されるものである。すなわち、この勲章に叙勲されるということは、シッスル騎士団への入団を意味する。
日本語では「アザミ勲章」、「シスル勲章」又は「シッスル騎士団」若しくは「シスル騎士団」、「アザミ騎士団」と表記されることもある。また、現在のものが制定される以前にも同名の勲章が存在していたため、区別するためにその時代のものを”アザミ勲章”と表記している例も見られる。

## 歴史

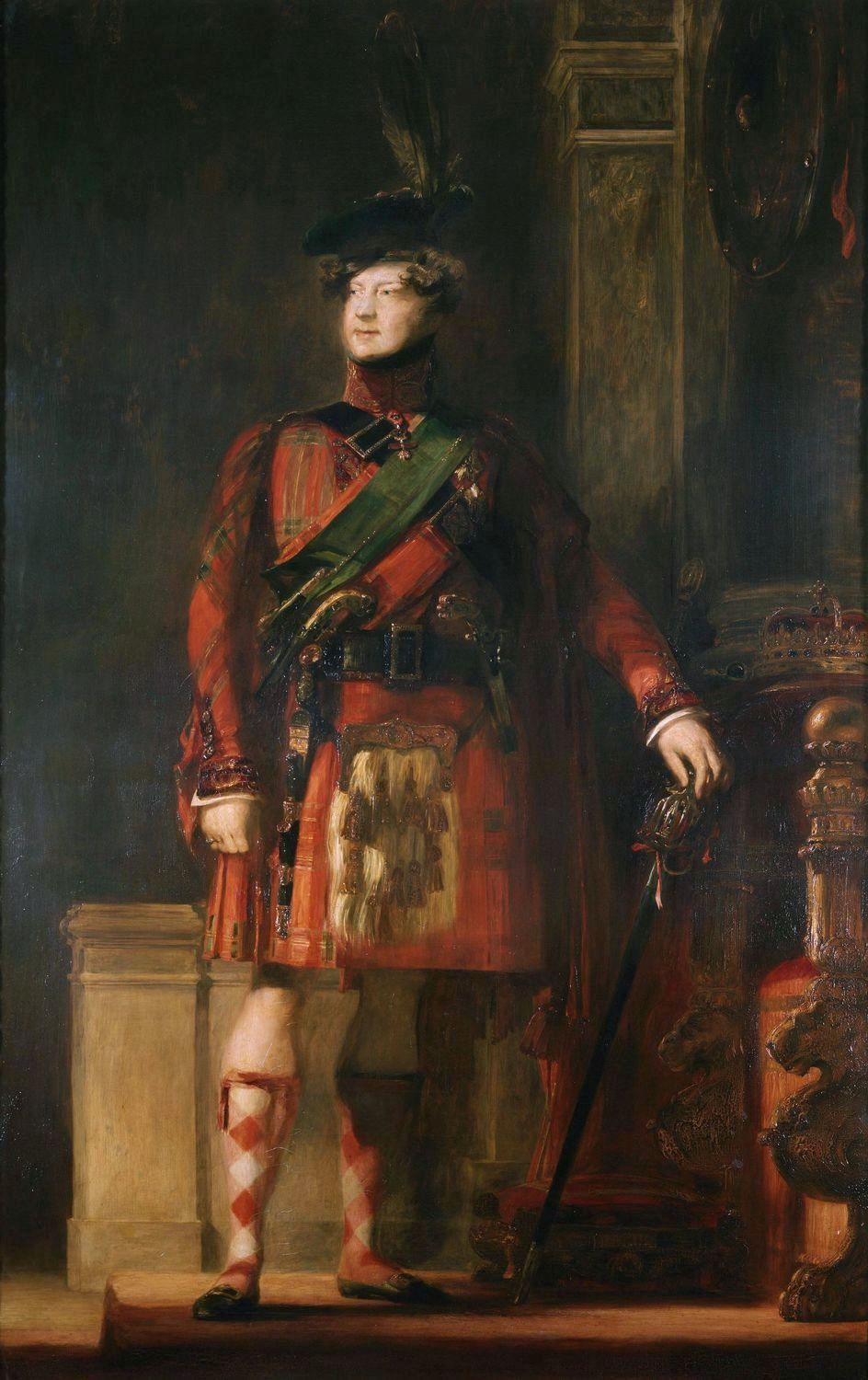
1822年のスコットランド訪問に際して、ハイランダーの衣装にシッスル勲章を着用したジョージ4世。

その制定日時は定かではない。伝説の一つでは、809年にスコットランドのアカイウス王 (Achaius) がシャルルマーニュ帝との同盟に際して設けたとされている。809年説には更に、ウェスト・サクソン王との戦いの前夜、アカイウス王の夢にセント・アンドリュー（聖アンデレ）が現れ、翌日の戦いに勝利したことから、これを記念して制定されたとの説もある。そして、現行勲章の守護聖人もセント・アンドリューとなっている。
一方、アザミをスコットランドの国花に制定したジェームズ3世が勲章も制定したという可能性も否定できないともされている。1535年には孫のジェームズ5世がフランス王フランソワ1世 へ”Order of the Burr or Thissil”を贈ったという記録が残っている。
しかし、これらは正式な記録がないことから、あくまでも伝説に過ぎないとの見方もある。
また、15世紀から16世紀、あるいはそれ以前からスコットランドには複数の勲章が存在していたが、そのうちのアカイウス王が制定した”セント・アンドリュー勲章”とジェームズ3世が制定した”アザミ勲章”が1687年に統合されてシッスル勲章となったという説もある。その後スコットランドの勲章は、宗教改革 (Scottish Reformation) 期には運用が停止されていた。
1687年、イングランド・スコットランド・アイルランド王ジェームズ2世（スコットランド王としてはジェームズ7世）は、スコットランドの栄典制度を全面的にリニューアルし、シッスル勲章が正式に制定された。そして、政治及び宗教に関して国王（カトリック）に与するスコットランド貴族へ贈られた。しかし、翌年の名誉革命によるジェームズ2世の廃位に伴い、シッスル勲章は一旦廃止された。
1703年、アン女王によってシッスル勲章は復活した。そして、初期のハノーヴァー朝においては、プロテスタントに与したスコットランド貴族への報酬として利用された。一方ジャコバイト側でも1715年と1745年の反乱の際、ジェームズ老僭王とチャールズ若僭王親子によりシッスル勲章の叙勲が行われた。
1822年、ジョージ4世が英国王としてはジャコバイトの乱以降初めてスコットランドを訪問した。この際国王が着用したことにより、シッスル勲章の権威は復活した。1827年、ジェームズ2世以来12名だった騎士団の定員が16名に増やされた。

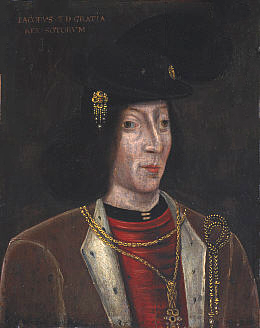
ジェームズ3世
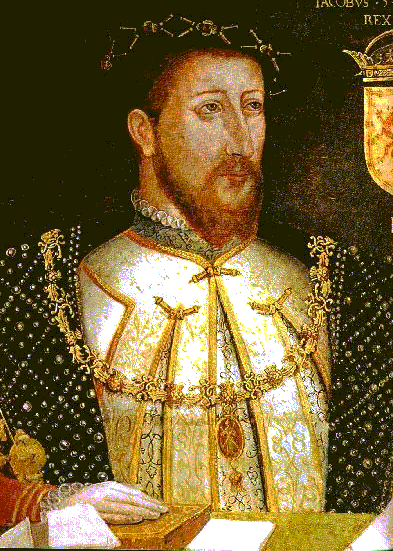
ジェームズ5世
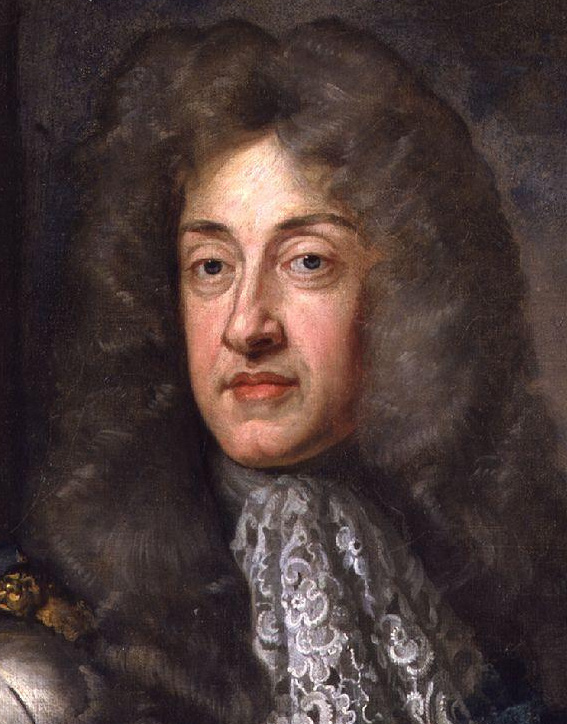
ジェームズ2世
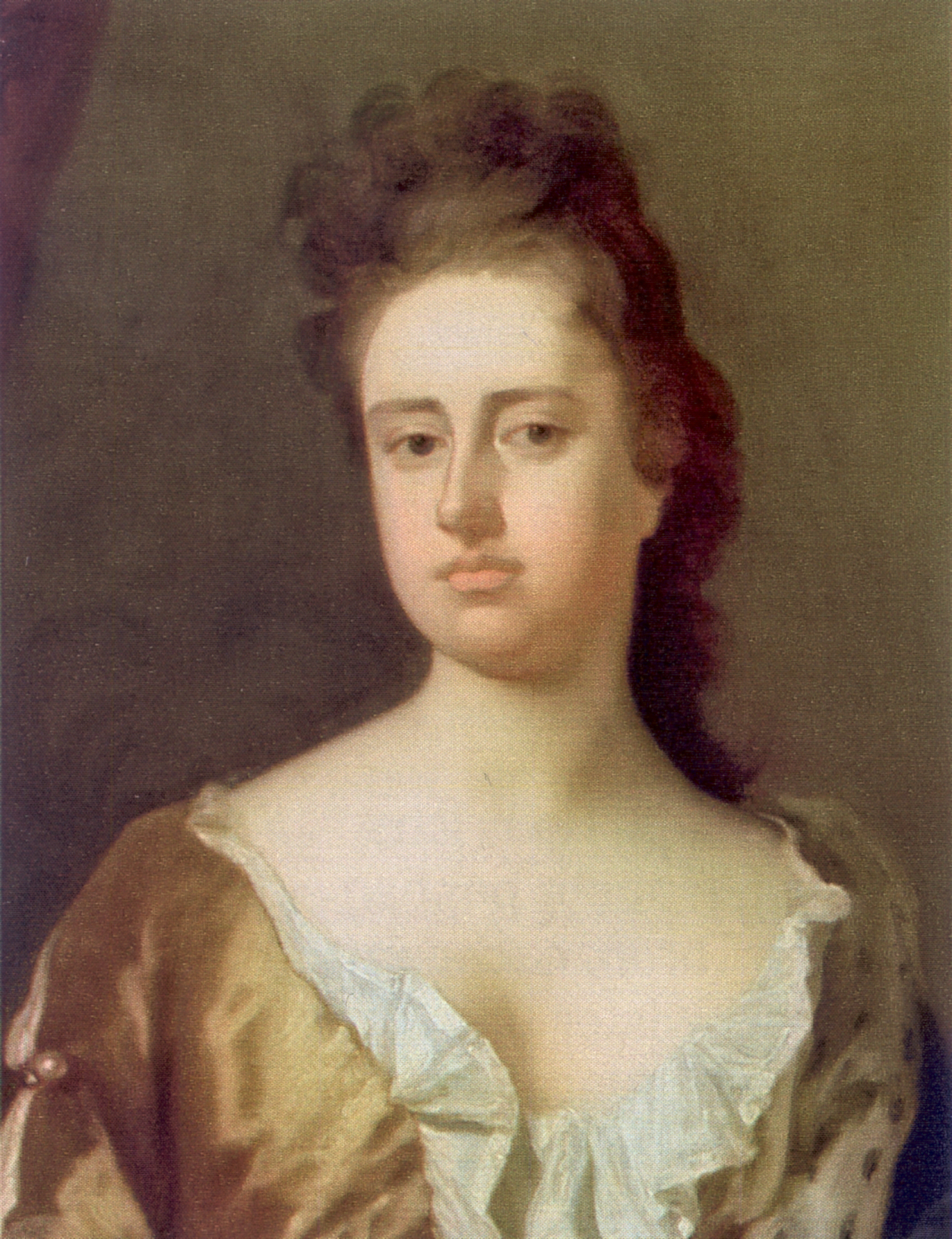
アン女王

## 概要

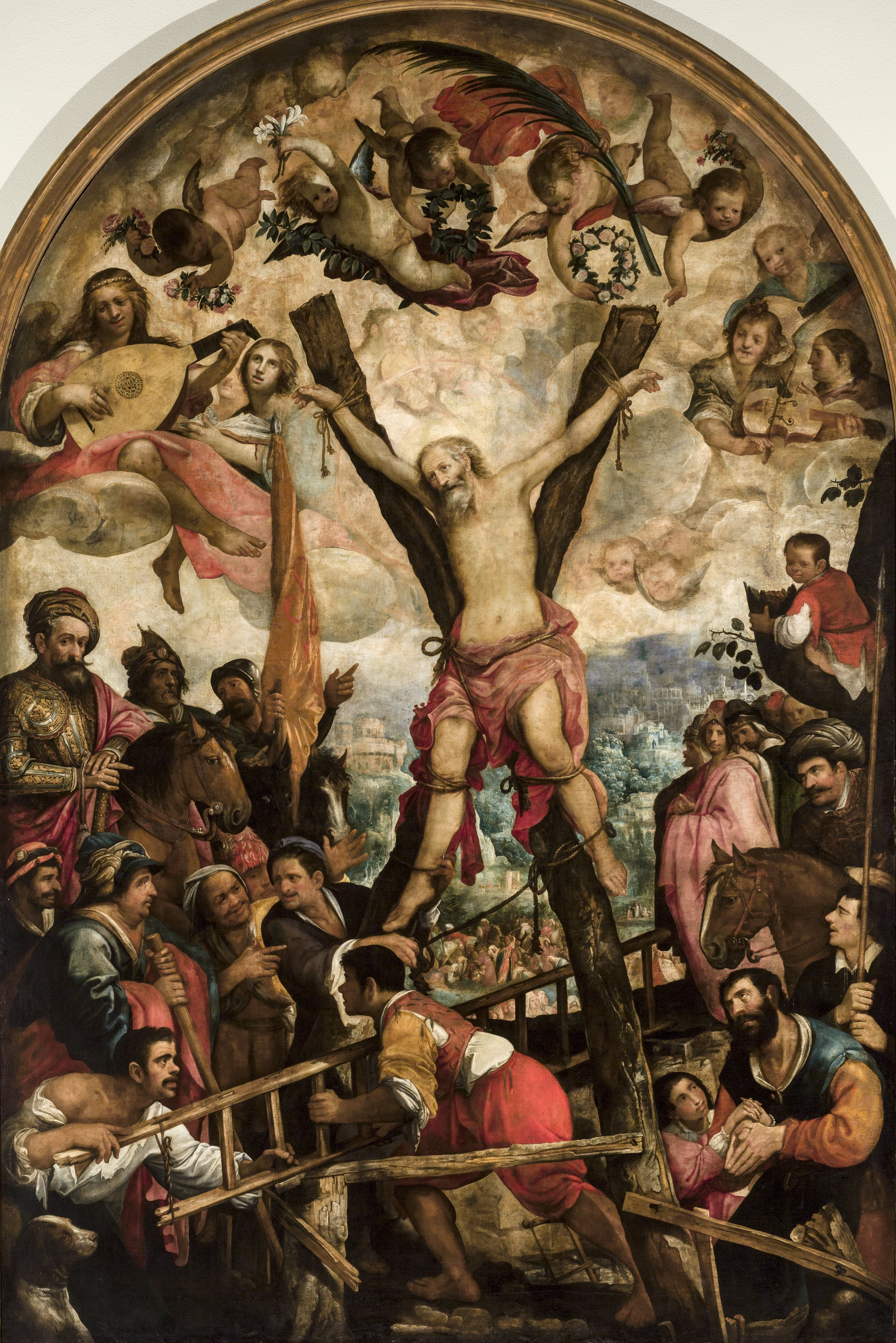
X型の十字架に磔にされた聖アンデレ。この故事がX字型のセント・アンドリュー・クロスの由来になった。

騎士団のモットーは”Nemo me impune lacessit”（何人も咎無く我を害せず）。勲章は大綬の色からグリーンリボンとも呼ばれる。
シッスル騎士団員の称号は男性が”Knight of the Thistle”、女性が”Lady of the Thistle”で、騎士のポスト・ノミナル・レターズはそれぞれ”KT”及び”LT”と表記される。
守護聖人はスコットランドの守護聖人でもあるセント・アンドリュー（聖アンデレ）で、新たな叙勲はセント・アンドリューの日（11月30日）に発表されている。騎士団の礼拝堂はエディンバラにあるセント・ジャイルズ大聖堂のシッスル・チャペルで、新たな騎士の叙任式等のセレモニーがここで行われる。チャペルの壁には騎士のバナー、ヘルメットとクレスト、及びプレートが飾られている。
ガーター勲章がイングランド人以外の連合王国民や外国元首にも贈られるのに対し、現行のシッスル勲章がスコットランド人の血を引く者以外へ授与されることは無く、外国元首としてはノルウェーのオーラヴ5世への授与が唯一の例外である。女性も叙勲されることは王妃でさえほとんど無く、ジョージ6世妃エリザベス・ボーズ＝ライアンが叙勲されたのはスコットランド貴族の出であることによるもので、非常に稀な例である。正式に女性への叙勲が制度化されたのは1987年のことである。

シッスル・チャペル
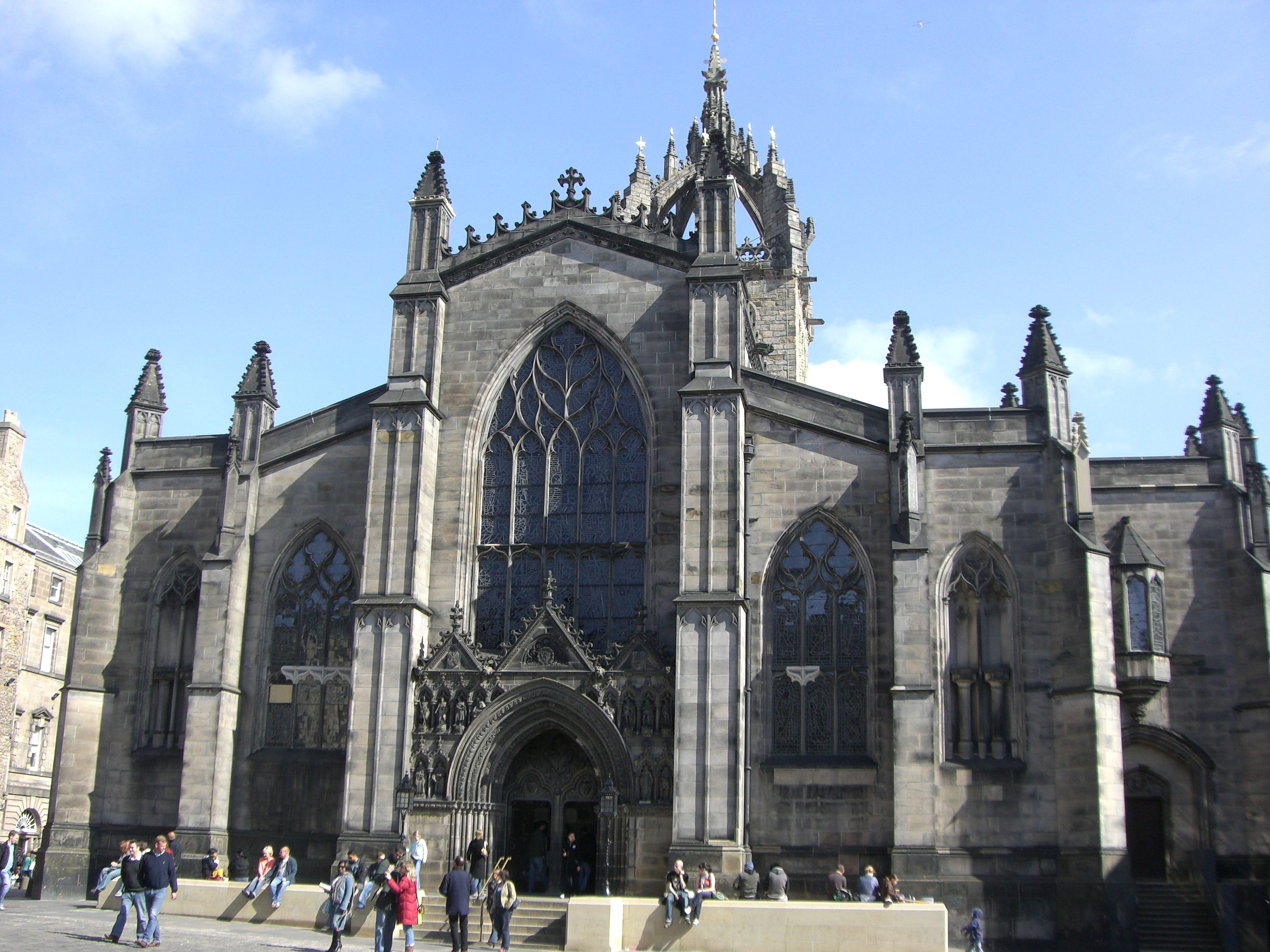
セント・ジャイルズ大聖堂
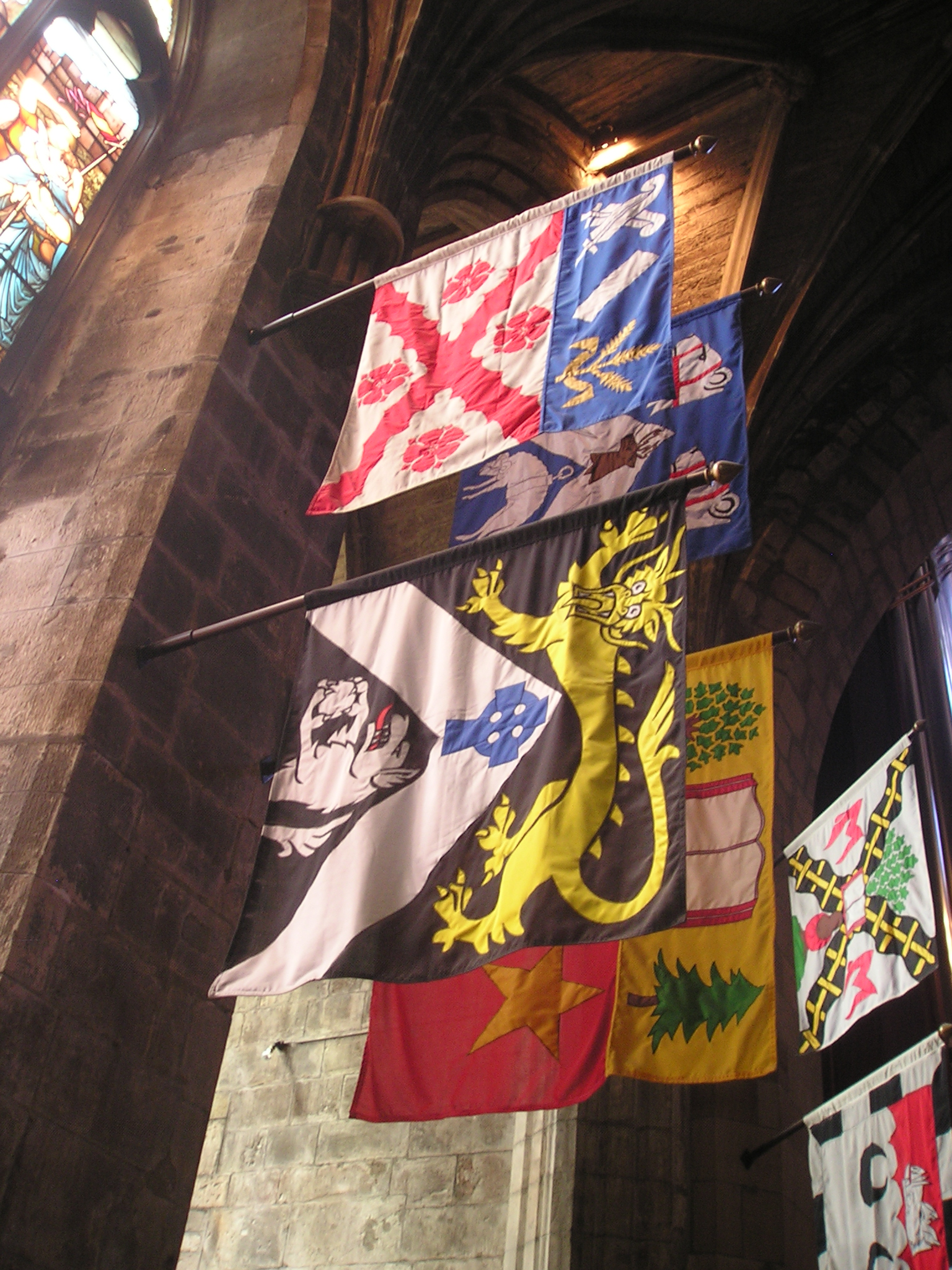
騎士のバナー
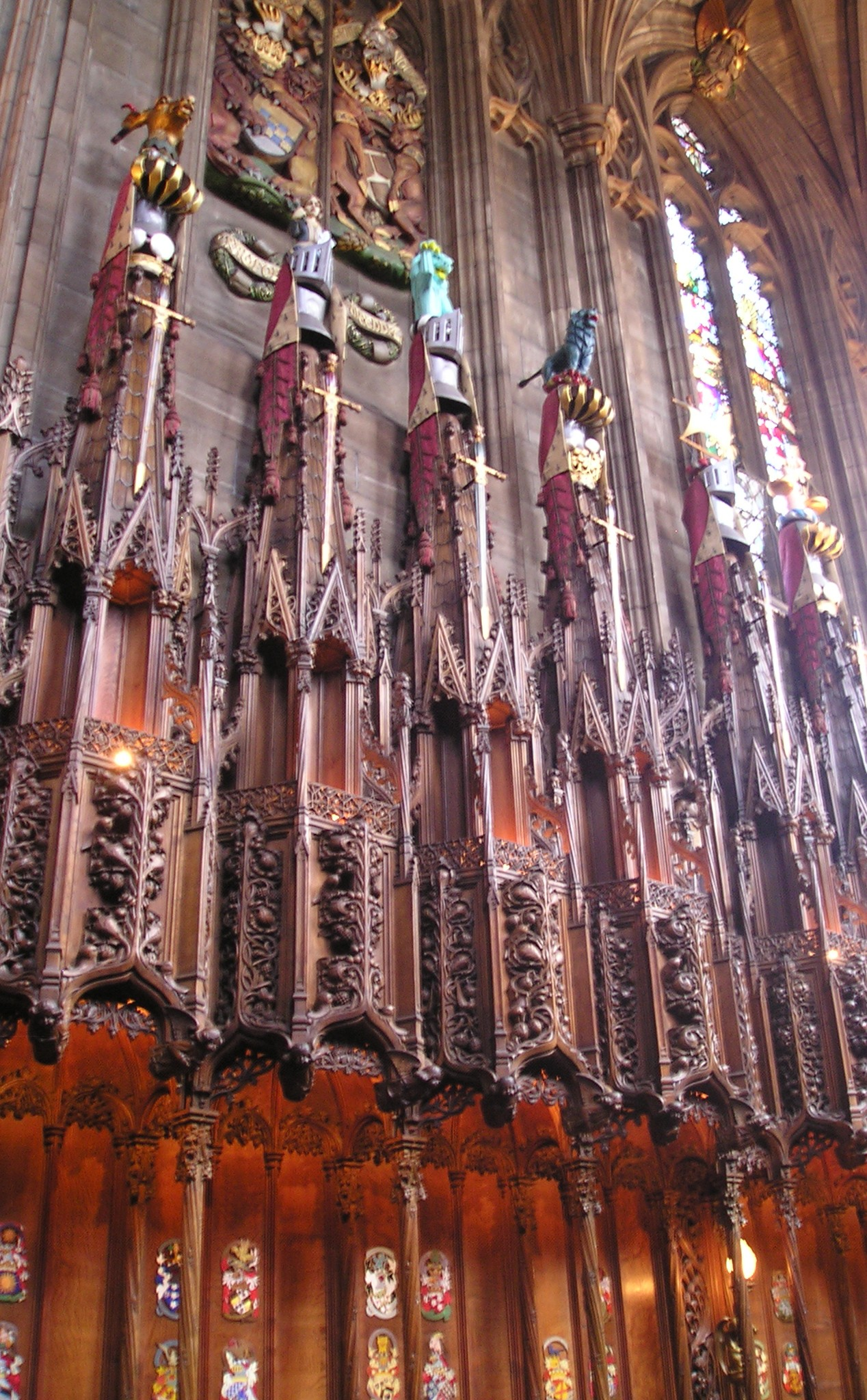
騎士のヘルメットとクレスト
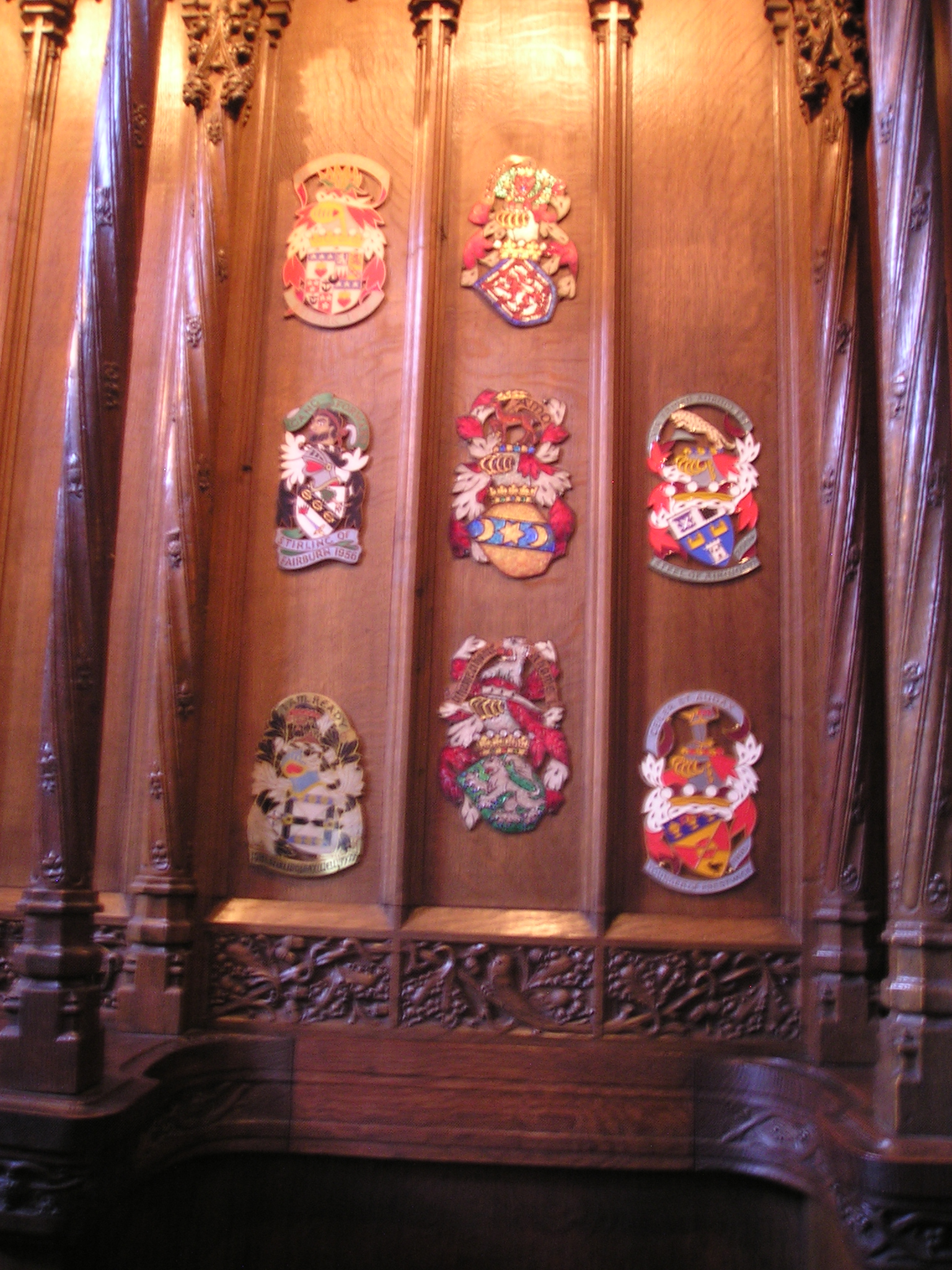
騎士のプレート

## 勲章

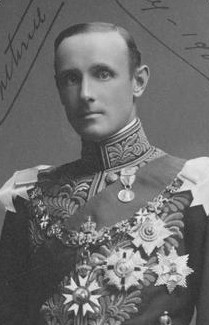
大綬章と星章を着用したスコットランドの初代リンリスゴー侯爵ジョン・ホープ。頚飾は植民地の行政官や総督を歴任して授与された聖マイケル・聖ジョージ勲章のもの。

勲章は頚飾とその記章、星章及び大綬章から構成されている。その他に、騎士団の正装として濃緑色のローブと帽子及び赤紫のフードが定められている。頚飾は騎士団の正装以外には通常着用しない。
頚飾はアザミがモチーフとなった金の鎖で、先端にセント・アンドリュー・クロス（聖アンデレ十字）を抱えたセント・アンドリューの記章が付く。
大綬章はモットーが刻まれた環の中にセント・アンドリュー・クロスを抱えたセント・アンドリューが配され、緑のサッシュ（大綬）で吊して佩用する。佩用の際は大綬章は左肩から右腰に掛けるが、これはその国に於ける特別な勲章を佩用する際にのみされるものである。イギリスではガーター勲章とシッスル勲章のみが左肩から右腰に掛けられ、次位の聖パトリック勲章（運用停止中）並びにバス勲章ナイト・グランド・クロス章（現行の次位勲章）、及びそれ以下の勲章の大綬章は右肩から左腰に掛けられる。
星章は、中心に七宝でアザミの花が描かれ、縁にモットーが刻まれた金のメダルが交点に配された銀製のセント・アンドリュー・クロスの背後から銀色の光線が出ている構成である。

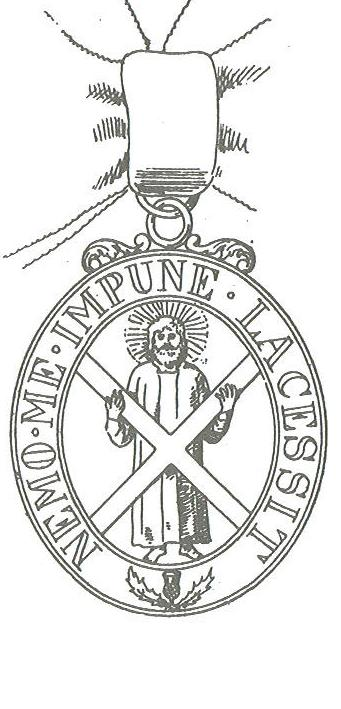
大綬章
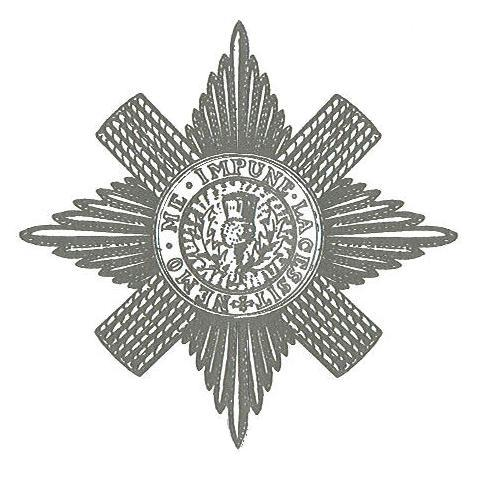
星章
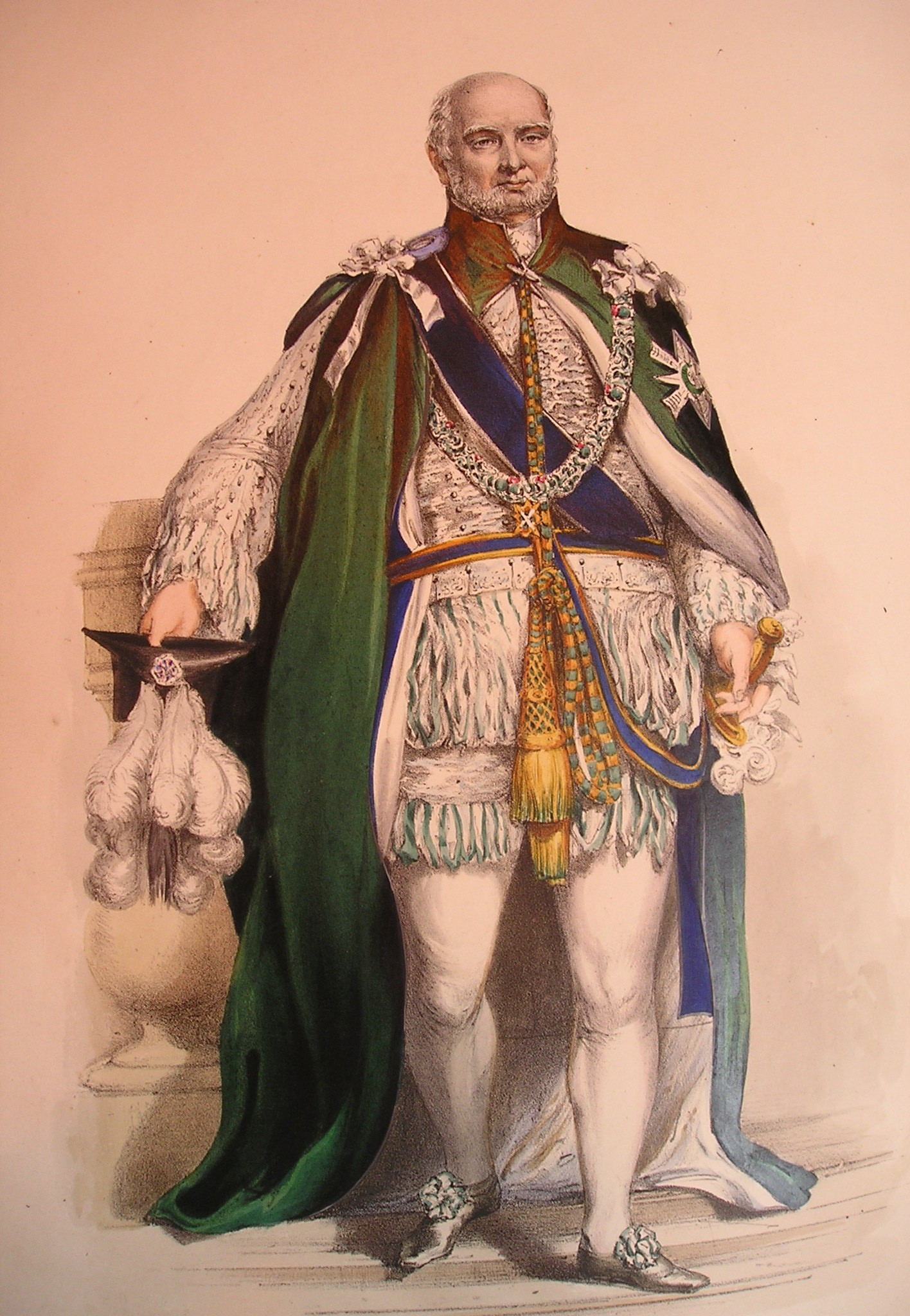
騎士団の正装を身に付けたオーガスタス・フレデリック。

## 現在のメンバーとオフィサー

### 主権者（Sovereign)
| 肖像 | バナー | 紋章 | 名前 (生年) (在位)                                 |
| ---- | ------ | ---- | -------------------------------------------------- |
|      |        |      | 国王 チャールズ3世 (1948年 -) (2022年即位 -在位中) |

### 王族の騎士団員（Royal Knights and Ladies Companion）
| 肖像 | バナー | 紋章 | 名前 (生年)                 | 叙任日        | 備考                      |
| ---- | ------ | ---- | --------------------------- | ------------- | ------------------------- |
|      |        |      | ロスシー公爵 ウィリアム     | 2012年        | 国王の長男（皇太子）      |
|      |        |      | プリンセス・ロイヤル アン   | 2000年11月3日 | 前女王エリザベス2世の長女 |
|      |        |      | 王妃カミラ                  | 2023年        | 現・国王の妃              |
|      |        |      | エディンバラ公爵 エドワード | 2024年        | 前・女王の三男            |

### 臣民の騎士団員（Knights and Ladies Companion）
| 肖像 | 紋章 | 名前                                                                  | 叙任日         | 前歴・備考 |
| ---- | ---- | --------------------------------------------------------------------- | -------------- | --- |
|      |      | 第11代エルギン伯爵 アンドリュー・ブルース                             | 1981年11月30日 | スコットランド国教会総会勅使(1980-81) ファイフ統監(1987-99)                                                          |
|      |      | クラッシュファーンのマッカイ男爵 ジェームズ・マッカイ                 | 1997年11月27日 | スコットランド法務長官(1979-84) 連合王国大法官(1987-97)                                                              |
|      |      | ティルヨーンのウィルソン男爵 デイヴィッド・ウィルソン                 | 2000年12月8日  | 香港総督(1987-92) |
|      |      | エイクウッドのスティール男爵 デイヴィッド・スティール                 | 2004年11月30日 | 自由党党首(1976-88)                                                                                                  |
|      |      | ポートエレンのロバートソン男爵 ジョージ・ロバートソン                 | 2004年11月30日 | 国防大臣(1997-99) 北大西洋条約機構事務総長(1999-2004)                                                                |
|      |      | ホワイトカークのカレン男爵 ウィリアム・カレン                         | 2007年11月30日 | 民事上訴裁判所副長官(1997-2001) 民事上訴裁判所長官(2001-05)                                                          |
|      |      | クレッグヘッドのホープ男爵 デイヴィッド・ホープ                       | 2009年11月30日 | 連合王国最高裁判所副長官(2009-13) 常任上訴貴族(1996-2009)                                                            |
|      |      | ペイタル男爵 ナレンドラ・ペイタル                                     | 2009年11月30日 | エディンバラ王立協会フェロー ダンディー大学学長(2006-17)                                                             |
|      |      | ケルヴィンのスミス男爵 ロバート・スミス                               | 2013年11月30日 | 英国放送協会会長 |
|      |      | 第10代バクルー公爵 兼 第12代クイーンズベリー公爵 リチャード・スコット | 2017年11月30日 | ロクスバラシャー統監(2016-)                                                                                          |
|      |      | サー・イアン・ウッド                                                  | 2018年10月9日  | J.ウッド・エネルギーグループ前CEO                                                                                    |
|      |      | エリシュ・アンジェリーニ                                              | 2022年6月10日  | スコットランド法務次官(2001-2006) スコットランド法務長官(2006-2011)                                                  |
|      |      | サー・ジョージ・レイド                                                | 2022年6月10日  | 庶民院議員(1974-1979) スコットランド議会議員 スコットランド議会議長(2003-2007) スコットランド国教会総勅使(2008-2009) |
|      |      | ストロームのブラック女男爵 スー・ブラック                             | 2024年3月10日  | 庶民院議員 |
|      |      | ショーズのケネディ女男爵 ヘレナ・ケネディ                             | 2024年3月10日  | |
|      |      | サー・ゴドフリー・パーマー                                            | 2024年3月10日  | |

- オフィサー:
  - シッスル騎士団長（英語版）(Chancellor): 第10代バクルー公爵リチャード・スコット（英語版）KT KBE CVO DL FSA FRSE FRSGS
  - シッスル首席司祭（英語版）(Dean): デイヴィッド・ファーガソン（英語版） OBE FBA FRSE
  - シッスル秘書官（英語版）(Secretary):  エリザベス・ローズ（英語版） LVO
  - ライアン・キング・オブ・アームズ: ジョゼフ・モロー（英語版） CBE QC DL (ロード・ライアン・キング・オブ・アームズ)
  - 緑杖官（英語版）: クリストファー・ホープ・レイマン CB DSO LVO